# Gian Franco Svidercoschi
Gian Franco Svidercoschi (Ascoli Piceno, 22 luglio 1936) è un giornalista, scrittore e vaticanista italiano.

## Biografia
Di origini polacche, iniziò la carriera giornalistica giovanissimo nel 1959. Fu inviato dell'ANSA al Concilio Vaticano II e successivamente ricoprì l'incarico di vicedirettore de L'Osservatore Romano.
Degna di nota la collaborazione con papa Giovanni Paolo II alla stesura di Dono e Mistero nel 1996 e la pubblicazione con l'arcivescovo di Cracovia e già segretario particolare di Giovanni Paolo II Stanisław Dziwisz di Una vita con Karol nel 2007. Tra le sue pubblicazioni più famose Lettera ad un amico ebreo del 1993, tradotto in venti lingue per una cinquantina di Paesi.
Nel 2000 fu autore per la Santa Sede di un'importante rilettura "giubilare" del Concilio Vaticano II.

## Opere
- Ho conosciuto nazismo e comunismo. Karol Wojtyla, un papa tra due totalitarismi, 1998, Liberal Libri. ISBN 978-88-8270-010-2.
- Nel nome della madre, 2001, Ancora. ISBN 978-88-7610-899-0.
- Storia di Karol, 2001, Ancora. ISBN 978-88-7610-912-6.
- Un Concilio che continua. Cronaca, bilancio, prospettive del Vaticano II, 2002, Ancora. ISBN 978-88-514-0041-5.
- L'esercito del papa. Monaci, frati e suore che hanno fatto la storia della Chiesa, 2003, Ancora. ISBN 978-88-514-0153-5.
- In cerca del Padre. Un 'posto' per Dio nel mondo di oggi, 2005, San Paolo Edizioni. ISBN 978-88-215-5486-5.
- Una vita con Karol. Conversazione con Gian Franco Svidercoschi, 2007, con Stanislao Dziwisz, Rizzoli. ISBN 978-88-17-01566-0.
- Un Papa che non muore, l'eredità di Giovanni Paolo II, 2009, San Paolo Edizioni. ISBN 978-88-215-6600-4.
- Mal di Chiesa. Dubbi e speranze di un cristiano in crisi, 2011, Ed. Cooper, collana The Cooper files. ISBN 9788873942108.
- Il ritorno dei chierici, Emergenza Chiesa tra clericalismo e concilio, 2012, Ed. EDB, collana Itinerari. ISBN 978-88-10-51324-8.
- Karol. Il Papa che ha cambiato la storia, 2025, Il Pozzo di Giacobbe. ISBN 978-88-9287-216-5